# Ardense dravik
De Ardense dravik (Bromus bromoideus, synoniem: Bromus grossus var. arduennensis (Lej.) Lej. & Courtois,  1831, Bromus arduennensis) is een eenjarige plant uit de grassenfamilie (Poaceae).  Het aantal chromosomen is 2n = 28. Genetische studies wijzen erop dat het eerder als een variant van Bromus secalinus beschouwd moet worden.
De plant wordt 30-70 cm hoog. De gladde stengel staat rechtop of is geknikt opstijgend. Het aan de rand gewimperde blad is tot 5 mm breed. Het tongetje is 1 mm lang.
De Ardense dravik bloeit in juni en juli. De bloeiwijze is een 18-20 cm lange, knikkende pluim. Het eirond of eirond-ruitvormige aartje is tot 3 cm lang en bevat zeven tot tien bloemen. Het onderste, smal lijn- tot lancetvormige, ruwe kelkkafje is 11 mm lang en heeft drie nerven. Het bovenste, langwerpig-eironde, ruwe kelkkafje is 16 mm lang en heeft een breed vliezig gerande voet. Het onderste, tot 16 mm lange.negennervige kroonkafje heeft in of onder het midden aan de rand een tandachtig uitsteeksel en aan de top twee diepe, naaldachtige tanden, waardoor het drie kafnaalden lijkt te hebben. De kafnaald is tot 14 mm lang.
De vrucht is een graanvrucht.

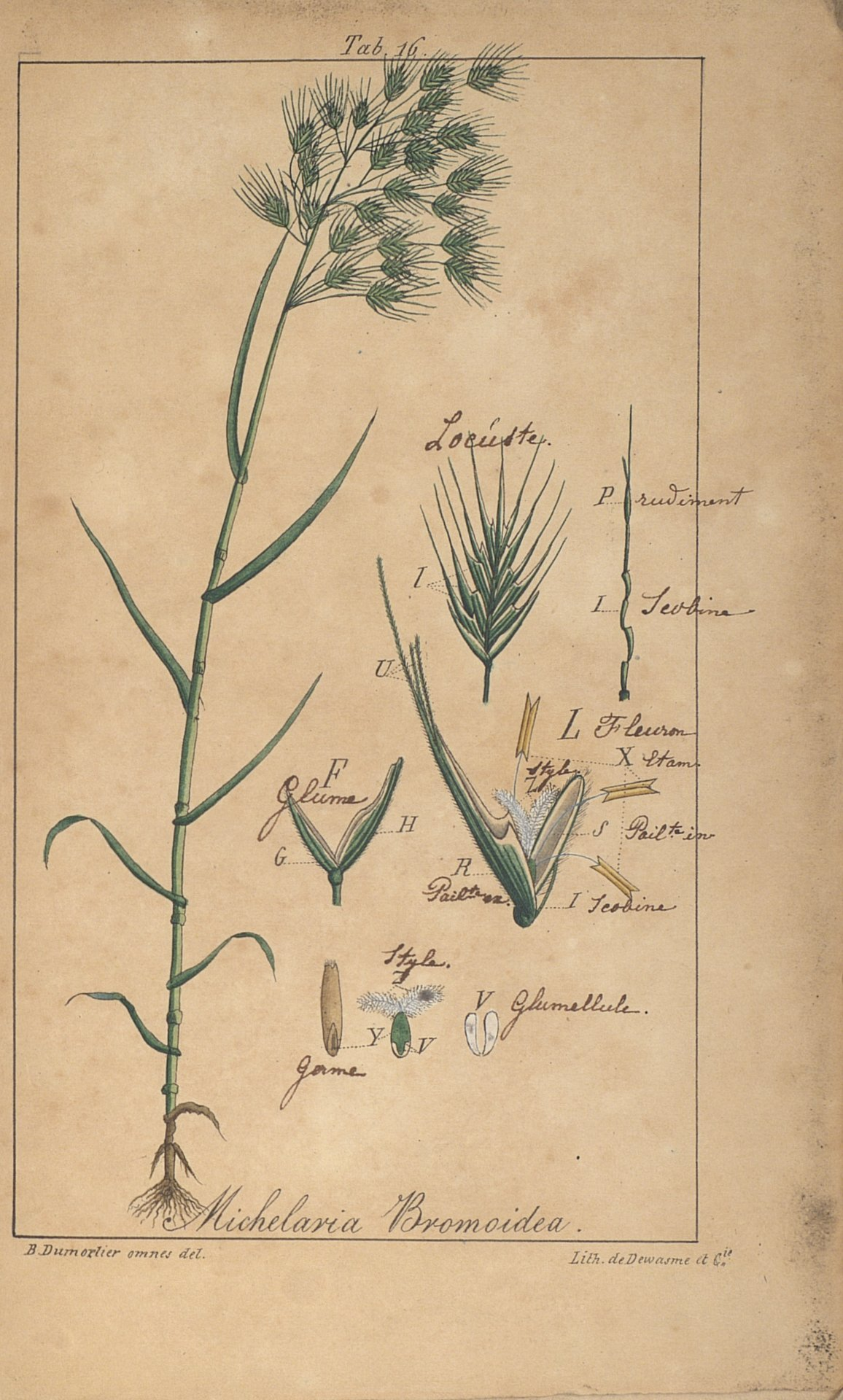
Illustratie

De Ardense dravik stond op zonnige, open plaatsen in matig droge, matig voedselrijke, kalkrijke grond. Ze groeide voornamelijk in speltakkers, daarbuiten op open plekken in kalkgraslanden. Haar vroeger verspreidingsgebied omvatte de Belgische Ardennen, Zuid-Limburg en Noord-Frankrijk. Deze dravik, die waarschijnlijk als een mutatie uit zware dreps ontstaan is, was sterk gebonden aan de teelt van spelt en is met het verdwijnen van deze cultuur ten onder gegaan. De soort is van een enkele vondst uit Zuid-Limburg bekend, die stamt uit 1883 bij Gulpen. Van de andere vermelding uit deze regio (bij Epen) is geen herbariummateriaal bekend. De Ardense dravik heeft als laatste toevluchtsoord een aantal jaren in de botanische tuin in Meise (bij Brussel) gestaan en haar zaden zijn in de zaadcollectie opgenomen. Nog niet zolang geleden is het gelukt de plant opnieuw te laten kiemen uit deze zaden zodat de plant weer op een aantal plaatsen te zien is.